# Quadrivisio aviceps
Quadrivisio aviceps is een vlokreeftensoort uit de familie van de Maeridae. De wetenschappelijke naam van de soort is voor het eerst geldig gepubliceerd in 1940 door K.H. Barnard.